# Lưu Gia (Thuận Dương hầu)
Thuận Dương Hoài hầu Lưu Gia (chữ Hán: 刘嘉, ? – 39), tự Hiếu Tôn, người huyện Thung Lăng, quận Nam Dương , hoàng thân, tướng lãnh nhà Đông Hán. Cuối đời Tân, ông theo anh em Lưu Diễn, Lưu Tú tham gia khởi nghĩa Lục Lâm. Dù có quan hệ gần gũi với anh em Diễn, Tú, Gia vẫn được Canh Thủy đế tín nhiệm, phong tước Hán Trung vương. Sau khi chánh quyền Canh Thủy sụp đổ, Gia trở thành thủ lĩnh quân phiệt ở Hán Trung trong khoảng một năm, chịu sự công kích của 3 kẻ địch: bộ tướng Duyên Sầm làm phản, Công Tôn Thuật ở đất Thục và nghĩa quân Xích Mi ở Trường An, cuối cùng quyết định quy thuận Hán Quang Vũ đế.

## Tham gia khởi nghĩa
Gia là anh họ của anh em Lưu Diễn, Lưu Tú. Bác là Thung Lăng hầu Lưu Sưởng, cha là Lưu Hiến – em cùng mẹ của Sưởng. Gia tính nhân hậu, sớm mồ côi, được Nam Đốn (huyện) lệnh Lưu Khâm nuôi dạy như con (Khâm là cha của Diễn, Tú). Nhưng Khâm cũng mất sớm, anh em Diễn, Tú được em của Khâm là Tiêu (huyện) lệnh Lưu Lương chu cấp, có lẽ Gia cũng được đối đãi như vậy. Sau đó Gia cùng Lưu Diễn du học ở Trường An, học tập các kinh Thượng Thư, Xuân Thu.
Khi anh em Diễn, Tú khởi nghĩa, Gia tham gia chinh chiến. Trong thất bại ở trận Tiểu Trường An, vợ con của Gia đều bị sát hại. Lưu Huyền lên ngôi, là Canh Thủy đế, lấy Gia làm Thiên tướng quân.
Nghĩa quân Lục Lâm công phá Uyển Thành (23), Gia được phong Hưng Đức hầu, thăng Đại tướng quân. Gia tấn công Duyên Sầm ở huyện Quan Quân, thu hàng ông ta. Sau khi Canh Thủy đế dời đô đến Trường An (24), lấy Gia làm Hán Trung vương, Phù uy đại tướng quân; ông được cầm cờ tiết đến nước phong, định đô ở Nam Trịnh, lực lượng có vài mươi vạn người.

## Trở thành quân phiệt
Năm Kiến Vũ thứ 2 (26), Duyên Sầm làm phản, tấn công Hán Trung, vây Nam Trịnh. Gia thua chạy, bị chiếm mất Nam Trịnh; Sầm tiến đến Vũ Đô thì bị tướng Lục Lâm là Trụ Công hầu Lý Bảo đánh bại. Sầm chạy đi Thiên Thủy, nhưng Công Tôn Thuật sai tướng Hầu Đan chiếm Nam Trịnh. Gia thua nhặt tàn quân, được vài vạn người, lấy Bảo làm tướng, từ Vũ Đô nam tiến đánh Hầu Đan, kết quả thất bại, lui quân về Hà Trì, Hạ Biện. Gia lại cùng Duyên Sầm giao chiến; Sầm thua chạy về phía bắc, vào Tán Quan, đến Trần Thương, ông đuổi kịp và đánh bại Sầm một lần nữa, khiến Sầm bỏ chạy vào Thục đầu hàng Công Tôn Thuật. Đặng vương Liêu Trạm (do Canh Thủy đế phong) đem 18 vạn nghĩa quân Xích Mi tấn công Gia, giao chiến ở Trần Thương cốc khẩu. Gia đại phá địch, tự tay chém chết Trạm, rồi đến Vân Dương tìm lương thực.
Bọn Lý Bảo nghe tin tướng của Quang Vũ đế là Đặng Vũ tây chinh, bèn nắm quân cố thủ, khuyên Gia ngồi xem thành bại. Quang Vũ đế nghe tin, bèn thông báo với Đặng Vũ rằng: “Hiếu Tôn vốn cẩn thận thiện lương, từ nhỏ đã thân ái với trẫm, đừng cậy chiếm được Trường An mà đãi ngộ khinh bạc với ông ấy.” Vũ lập tức tuyên truyền ý chỉ ấy, Gia bèn sai Lai Hấp, Lý Bảo đến Vân Dương gặp Vũ. Nhưng Lý Bảo kiêu ngạo không muốn khuất phục, nên Vũ giết đi. Em của Bảo là Củ tập hợp quân bản bộ nổi dậy, đánh bại Vũ một trận, giết tướng Hán là Cảnh Hân. Biến cố này khiến Gia trì hoãn việc quy thuận.

## Quy thuận nhà Hán
Năm thứ 3 (27), Gia nghe theo lời khuyên của Lai Hấp, đến Lạc Dương quy thuận Quang Vũ đế, tham gia chinh chiến, được bái làm Thiên Thừa thái thú.
Năm thứ 6 (30), Gia dâng thư xin Khất hài cốt, được triệu về Kinh sư.
Năm thứ 13 (37), được phong Thuận Dương hầu.
Năm thứ 15 (39), mất.

## Dật sự
Khi Gia còn cát cứ Hán Trung, chẳng những chấp nhận cho các bộ tướng của mình là Trần Tuấn, Giả Phục theo về với Hán Quang Vũ đế, mà còn gởi thư tiến cử họ. Về sau, Tuấn, Phục trở thành 2 trong Vân Đài nhị thập bát tướng.

## Hậu nhân

### Con trai
- Lưu Tường: năm thứ 13 (37) được phong Hoàng Lý hầu.
- Lưu Tham được kế tự, có tội nên bị biếm làm Nam Hương hầu, làm đến Thành môn hiệu úy.

### Cháu nội
- Con Tham là Lưu Tuần được kế tự.

### Chắt nội
- Con Tuần là Lưu Chương được kế tự.